# IJ-tunnel

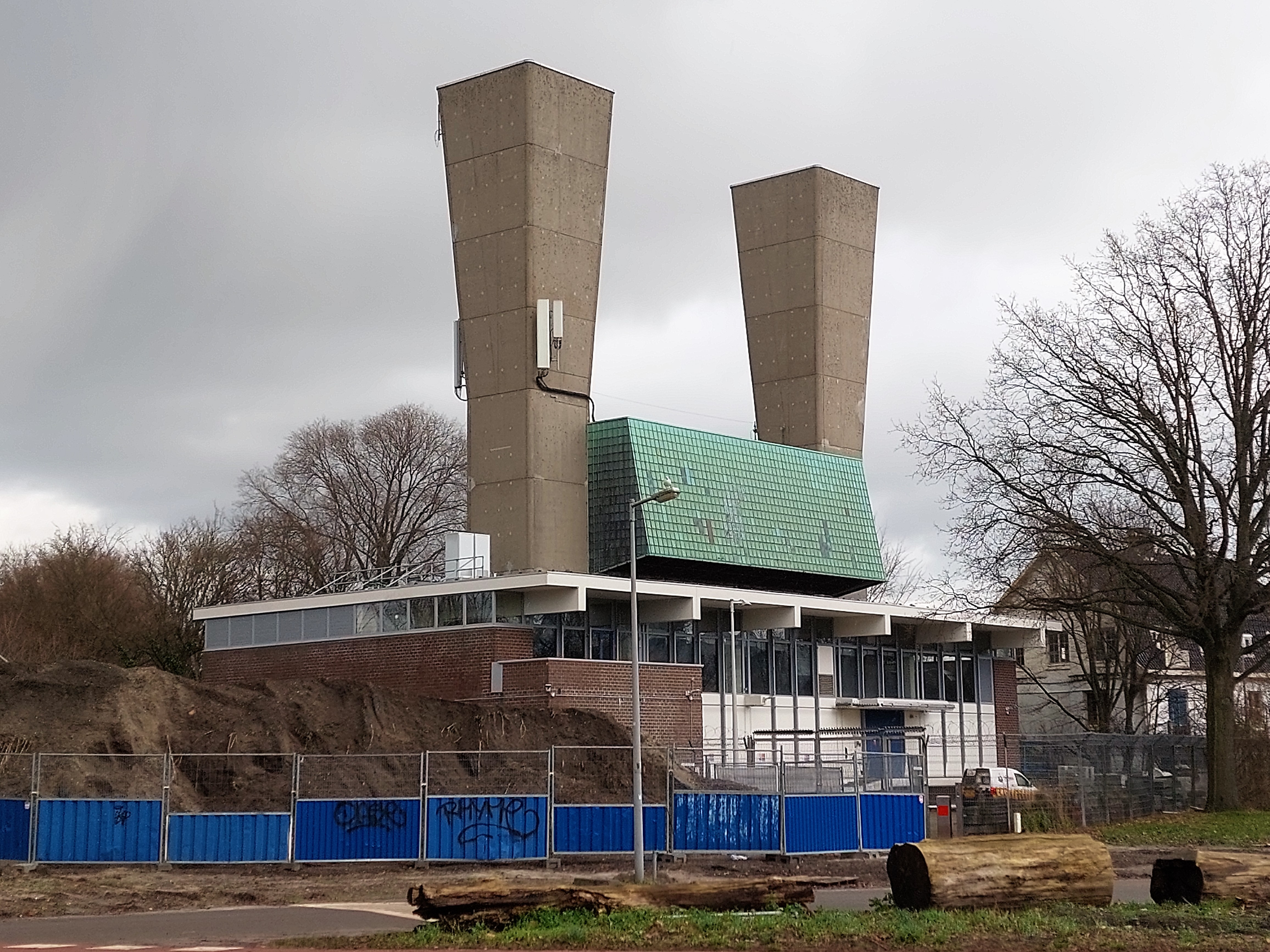
Ventilatietorens van de IJ-tunnel

De IJ-tunnel (vaak geschreven als IJtunnel), geopend op 30 oktober 1968, is een autotunnel onder het IJ die het centrum van Amsterdam verbindt met het stadsdeel Amsterdam-Noord. De tunnel is onderdeel van een doorgaande route die vanaf de ringweg A10 in Noord via de Nieuwe Leeuwarderweg (S116), Valkenburgerstraat, Weesperstraat, Wibautstraat en Gooiseweg (S112) bij Duivendrecht aansluit op de A10.
De totale lengte van de tunnel bedraagt, inclusief de op- en afritten, 1.682 meter. Het gesloten deel is 1.039 meter lang. Het laagste punt van de weg ligt op 20,32 meter beneden NAP. De tunnel bestaat in doorsnede uit een rechthoekige betonconstructie van 24,80 x 8,75 meter, onderverdeeld in twee buizen voor autoverkeer en daartussen kokers voor kabels en leidingen.
Ventilatoren, opgesteld in twee ventilatiegebouwen op de IJ-oevers, blazen schone lucht via onder het wegdek aangebrachte kokers en openingen in de tunnelwanden in de verkeersruimten en zuigen vuile lucht af. Bij de toegangen aan de noordzijde zijn boven de weg zonwerende roosters aangebracht. Aan de zuidzijde zijn deze roosters verdwenen door het Nemogebouw dat ter plaatse op de tunnel is gebouwd. Via 22 bewakingscamera's wordt het verkeer in de tunnel gecontroleerd. Verwarmingselementen in het wegdek verhinderen de vorming van ijzel en een computer regelt de lichtintensiteit bij het begin en het einde van de tunnel, zodat een geleidelijke verlopende overgang van tunnellicht naar daglicht en omgekeerd plaatsvindt.
De verkeersroute door de IJ-tunnel is vormgegeven als stadsautoweg, bestaande uit twee gescheiden rijbanen, elk met twee rijstroken. Dit wegprofiel wordt aan de noordzijde voortgezet tot de A10 en aan de zuidzijde tot de Prins Hendrikkade, waarna het profiel versmalt tot één rijstrook voor elke rijrichting.

## Ontstaansgeschiedenis

### De vroegste ontwikkeling van Amsterdam Noord
De noordelijke IJ-oever was eeuwenlang een slecht toegankelijk, agrarisch gebied, dat niet tot de stad behoorde en waarvoor Amsterdam weinig belangstelling had. Dit veranderde toen in de jaren 70 van de 19e eeuw door de sterke bevolkingsgroei gebrek aan terreinen voor woningbouw ontstond en de stad door de annexaties van 1877 zeggenschap kreeg over de noordelijke IJ-oever tot aan de Waterlandse Zeedijk. De lage grondkosten en de gunstige ligging aan het IJ maakten het voor particuliere bedrijven aantrekkelijk zich hier te vestigen.
Toen rond 1900 ook de woningbouw op gang kwam, ontstond het probleem van de IJ-oeververbindingen. De bestaande ponten en veren raakten weldra overbelast. Meer dan een halve eeuw heeft Amsterdam met dit probleem geworsteld, waarbij verschillende plannen voor een brug- of tunnelverbinding het licht zagen. Maar volgens het Algemeen Uitbreidingsplan (AUP 1934) kon met ponten worden volstaan omdat er genoeg ruimte was voor stadsuitbreiding aan de west- en de zuidzijde van de stad en er dus geen noodzaak bestond om de noordelijke IJ-oever verder te ontwikkelen. Die ontwikkeling werd zelfs een stedenbouwkundige fout genoemd.
De politiek was wat dit betreft realistischer. Het bestuur sloot zich aan bij de wens van het bedrijfsleven en de bevolking om van de pontenmisère verlost te worden. Bij de vaststelling van het AUP in 1935 nam de gemeenteraad moties aan die ten slotte hebben geleid tot de bouw van de IJ-tunnel.

### Het plan voor de IJ-tunnel
De tunnel zou ingericht worden voor motorrijtuigen, fietsers en voetgangers. Hierna werd de discussie gevoerd over de plaats waar de tunnel moest komen, waarbij Publieke Werken lang vasthield aan de voorwaarde dat de tunnel nabij het centrum moest uitmonden. Men stuitte daarbij op het probleem van overbelasting van de binnenstad. Een tweede probleem, van technische aard, vormde de te kruisen barrière van het sporencomplex op de zuidelijke IJ-oever. Diverse plannen werden ontwikkeld om aan deze problemen tegemoet te komen waaruit ten slotte het plan 5 ontstond dat in 1953 door de gemeenteraad werd goedgekeurd. In dit plan was gekozen voor een meer oostelijke ligging. Dit betekende een forse doorbraak in de gevelwand van de Prins Hendrikkade en schaalvergroting van de Valkenburgerstraat en de Weesperstraat. De tunnel zou uitsluitend voor motorrijtuigen ingericht worden. Een oplossing voor voetgangers en fietsers werd op de lange baan geschoven, daarvan is het nooit gekomen.

### Problemen met de rijksoverheid

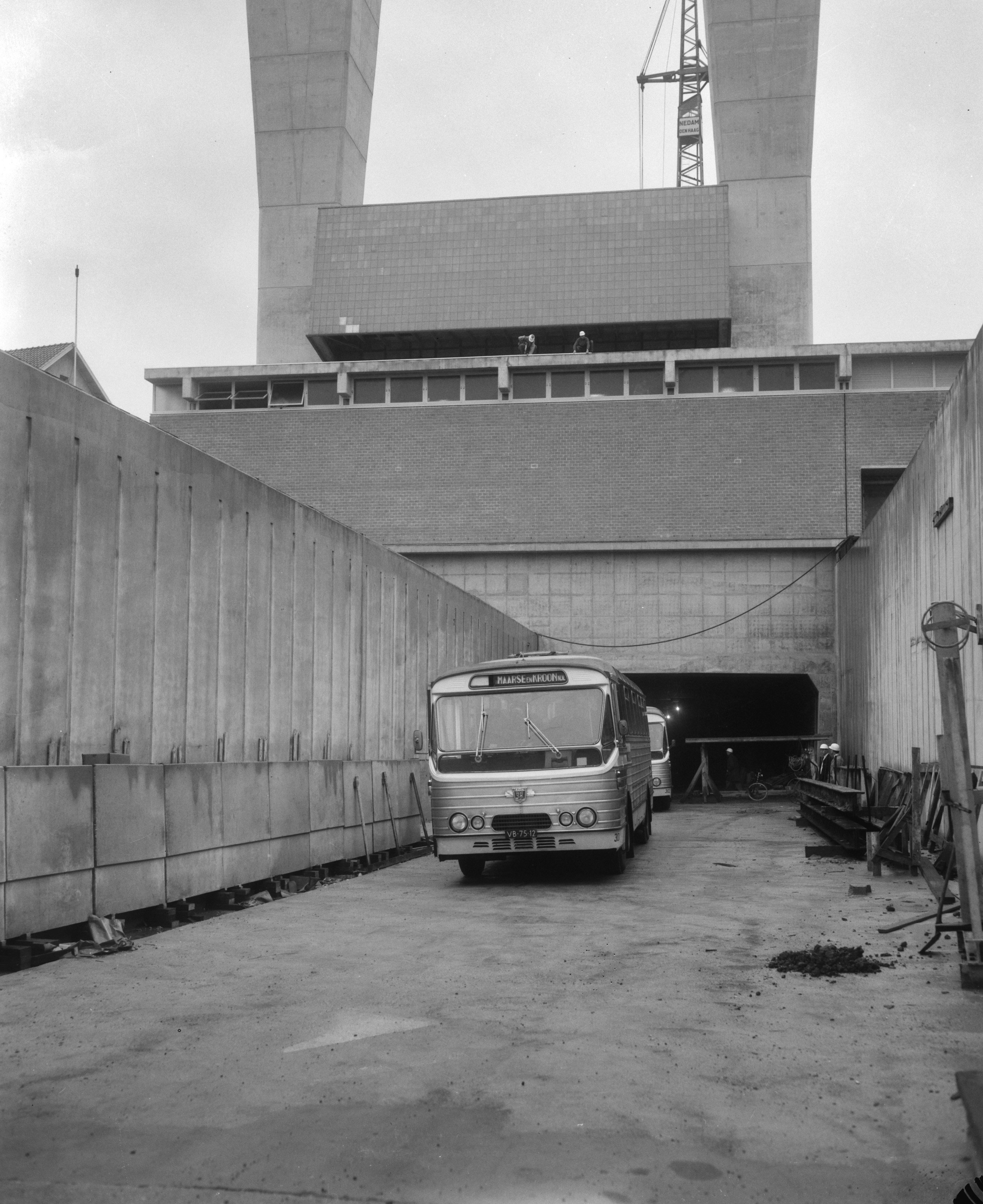
Persrit door IJtunnel voor de opening

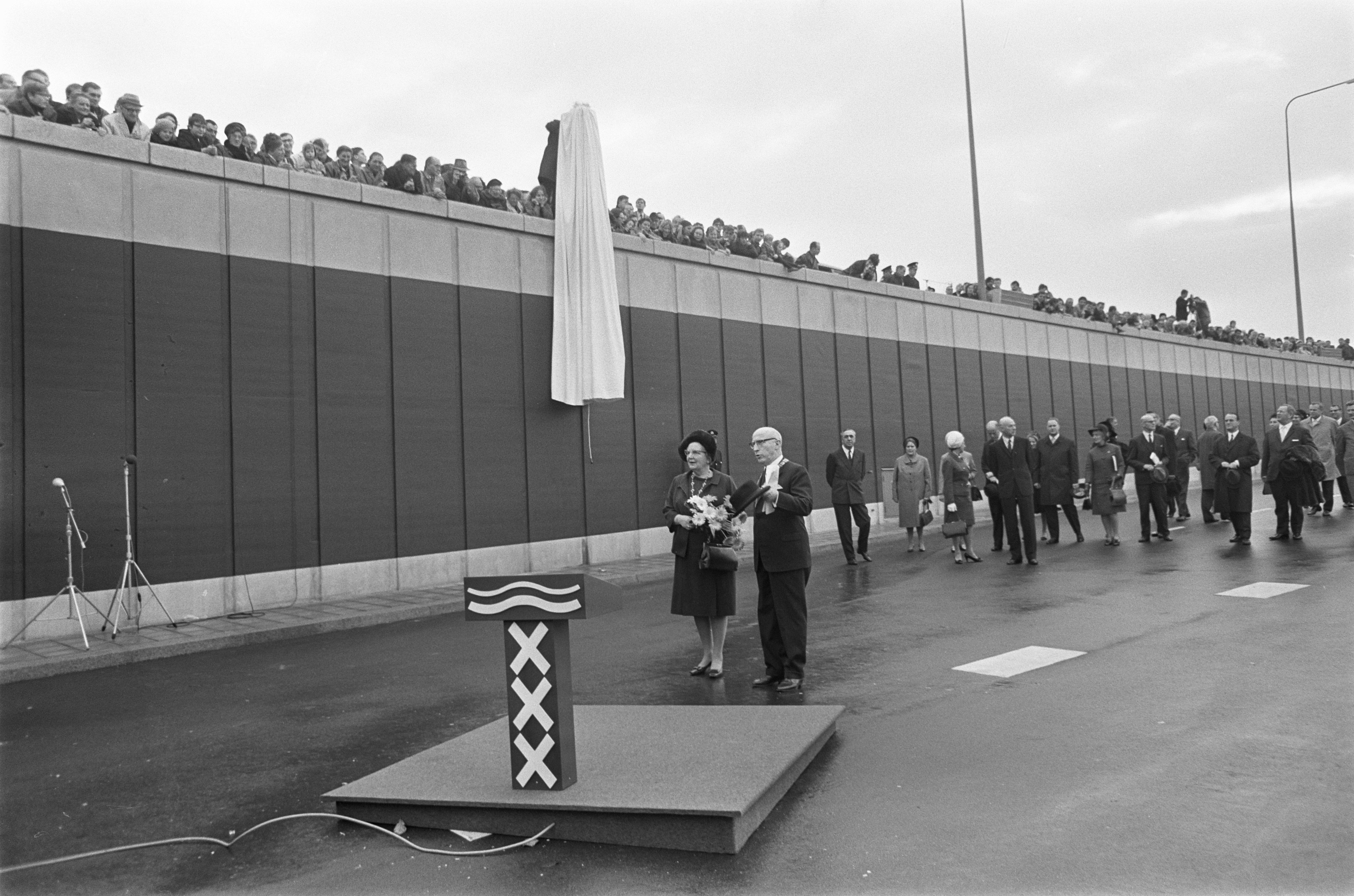
Koningin Juliana opent de IJ-tunnel op 30 oktober 1968.

Een volgend struikelblok werd de financiering van de tunnel. Mede in verband met de slechte toestand van de staatskas ging de subsidiegever, het rijk, dwarsliggen. De IJ-tunnel zou overbodig zijn na aanleg van de Coentunnel aan de westzijde en de Schellingwouderbrug aan de oostzijde van de stad. Op dit punt nam het rijk dus het concept van het Algemeen Uitbreidingsplan van twintig jaar eerder over. Het rijk maakte vervolgens grote haast met de aanleg van de brugverbinding bij Schellingwoude, die in 1957 gereed kwam, en met de voorbereiding van de Coentunnel. Ook liet men door het Centraal Planbureau de rentabiliteit van de verschillende oeververbindingen onderzoeken. Geen van deze acties leidde echter tot het door het rijk gewenste resultaat om af te kunnen zien van de bouw van de IJ-tunnel. Amsterdam dat niet langer wilde wachten besloot de tunnel voor eigen rekening te bouwen en ging over tot aanbesteding van het plan 5.
Inmiddels had Rijkswaterstaat technische bezwaren tegen het tunnelplan van Amsterdam geuit, die Publieke Werken aanleiding gaven het plan te wijzigen. Nadat hierover technische overeenstemming met Rijkswaterstaat was bereikt, ging de regering in 1961 akkoord met de bouw van de IJ-tunnel, geheel voor rekening van Amsterdam en op voorwaarde dat deze gereed zou komen na de ingebruikneming van de Coentunnel. 
De Coentunnel werd geopend in 1966. De IJ-tunnel werd op 30 oktober 1968 geopend door Koningin Juliana.

### Vijftigjarig bestaan en komst Noord/Zuidlijn
Op 30 oktober 2018 vierde de tunnel zijn vijftigjarige bestaan. Het vijftigjarig bestaan werd onder andere gevierd met een rondleiding door de IJ-tunnel. Bezoekers konden samen met een gids een rondleiding krijgen door de kamers van de IJ-tunnel.
Tot de komst van de Noord/Zuidlijn reden er drieduizend bussen en veertigduizend voertuigen per etmaal door de tunnel. Daarmee is het in personen gemeten de drukste tunnel van Nederland.
De rol van de IJ-tunnel veranderde zeker na de komst van de Noord/Zuidlijn, waarna er veel minder bussen door de IJ-tunnel gingen rijden. Het werd nu echt een stadstunnel, terwijl het in de periode waarin de tunnel net open was, de verbinding met heel Noord-Holland vormde.

## Bouwwijze

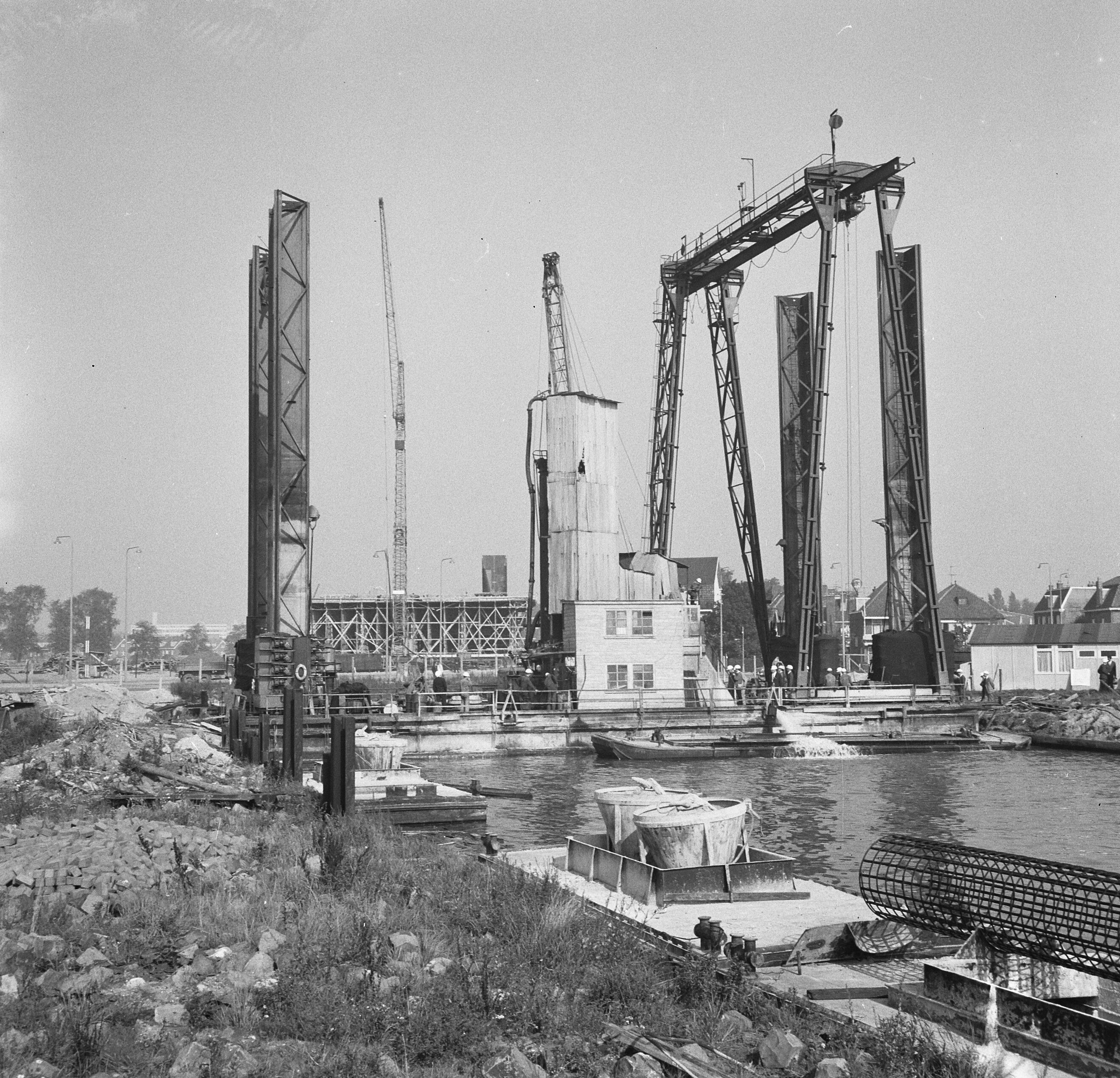
IJ-tunnel in aanbouw.

Bij de bouw van de IJ-tunnel werden de volgende bouwwijzen toegepast.

### Zinktunnel
In twee tijdelijke bouwdokken gelegen op de noordelijke IJ-oever op 5 km afstand van het tunneltracé werden elf tunnelstukken gebouwd met lengten variërend van 42 tot 95 meter, in totaal 786 meter. Deze werden van daar drijvend versleept en afgezonken in gebaggerde sleuven in het IJ, de Dijksgracht en een gedeelte van de noordelijke oever. De tunnelstukken zijn geplaatst op betonnen dwarsbalken (kespen) die in een duikerklok op de juiste diepte waren gestort en gefundeerd op acht betonnen boorpalen met een diameter van 1,08 meter, reikend tot een diepte van 70 tot 90 m in de derde zandlaag.

### Caissons
Ter plaatse van de NS-sporen zijn over een lengte van 138,50 m caissons onder de sporen gebouwd en op diepte gebracht door de grond in een onder luchtdruk staande werkkamer eronder weg te spoelen, waardoor de caisson door zijn eigen gewicht in de bodem zakt. Gelijktijdig met het op diepte brengen wordt de caisson verder opgebouwd. Om het heien van de stalen damwanden ten behoeve van de bouwput voor de caissons mogelijk te maken, had NS de sporen op zijdelings verrijdbare bruggen geplaatst waardoor tijdens de nachturen het bouwterrein kon worden vrijgemaakt.

### Bouwputten
De opritten van de tunnel, voor zover niet afgezonken, zijn uitgevoerd in openbouwputten met bronbemaling. Teneinde het risico van verzakking van bebouwing in de omgeving te voorkomen werd retourbemaling toegepast. Daarbij wordt op enige afstand van de bouwputten water in de grond teruggepompt om de grondwaterstand daar en verder weg op peil te houden. Deze tunnelgedeelten zijn gefundeerd op betonnen heipalen reikend tot in de tweede zandlaag op 18 tot 22 meter - NAP.

## Uitvoerende organisaties
De IJ-tunnel is ontworpen, voorbereid en aanbesteed door de afdeling Tunnelbouw van de Dienst der Publieke Werken van Amsterdam. De bouwopdracht is verstrekt door het gemeentebestuur aan de aannemerscombinatie Cobijt bestaande uit N.V. tot Aanneming van Werken v/h H.J. Nederhorst, NV Nederlandse Aannemingsmaatschappij v/h H.F. Boersma, NV Bataafse Aannemingsmaatschappij v/h J. van der Wal en Zoon, NV Hollandsch Aannemersbedrijf Zanen Verstoep, NV Aannemersbedrijf v/h J.P. Broekhoven, AG Philipp Holzmann en AG Wayss und Freitag. De bouwdirectie werd gevoerd door de afdeling Tunnelbouw van Publieke Werken. Hoofdaanvoerder tijdens de bouw was Jacobus Johannes van Roon.

## Video's
Het Polygoonjournaal besteedde meerdere malen aandacht aan de bouw van de IJ-tunnel in haar bioscoopjournaals. Deze zijn hier te zien.
- Polygoonjournaal uit 1952. Aanbieding van het petitionnement voor een tunnel onder het IJ aan de burgemeester van Amsterdam, A.J. d' Ailly.
- Polygoonjournaal uit 1953. Verkeerstunnel onder het IJ. Shots van locaties waar de ondergrondse IJ-tunnel zal worden aangelegd.
- Polygoonjournaal uit 1956 over de voorbereidende werkzaamheden bij de bouw van de tunnel.
- Door de bestedingsbeperkingen van 1957 ligt de bouw aan de IJ-tunnel stil en de bouwput is door onkruid overwoekerd.
- Polygoonjournaal uit 1965 over de werkzaamheden. Beelden van de ingang aan de noord- en zuid-oever.
- Polygoonjournaal uit 1967 over de vorderingen in de bouw van de tunnel in Amsterdam.

## Trivia

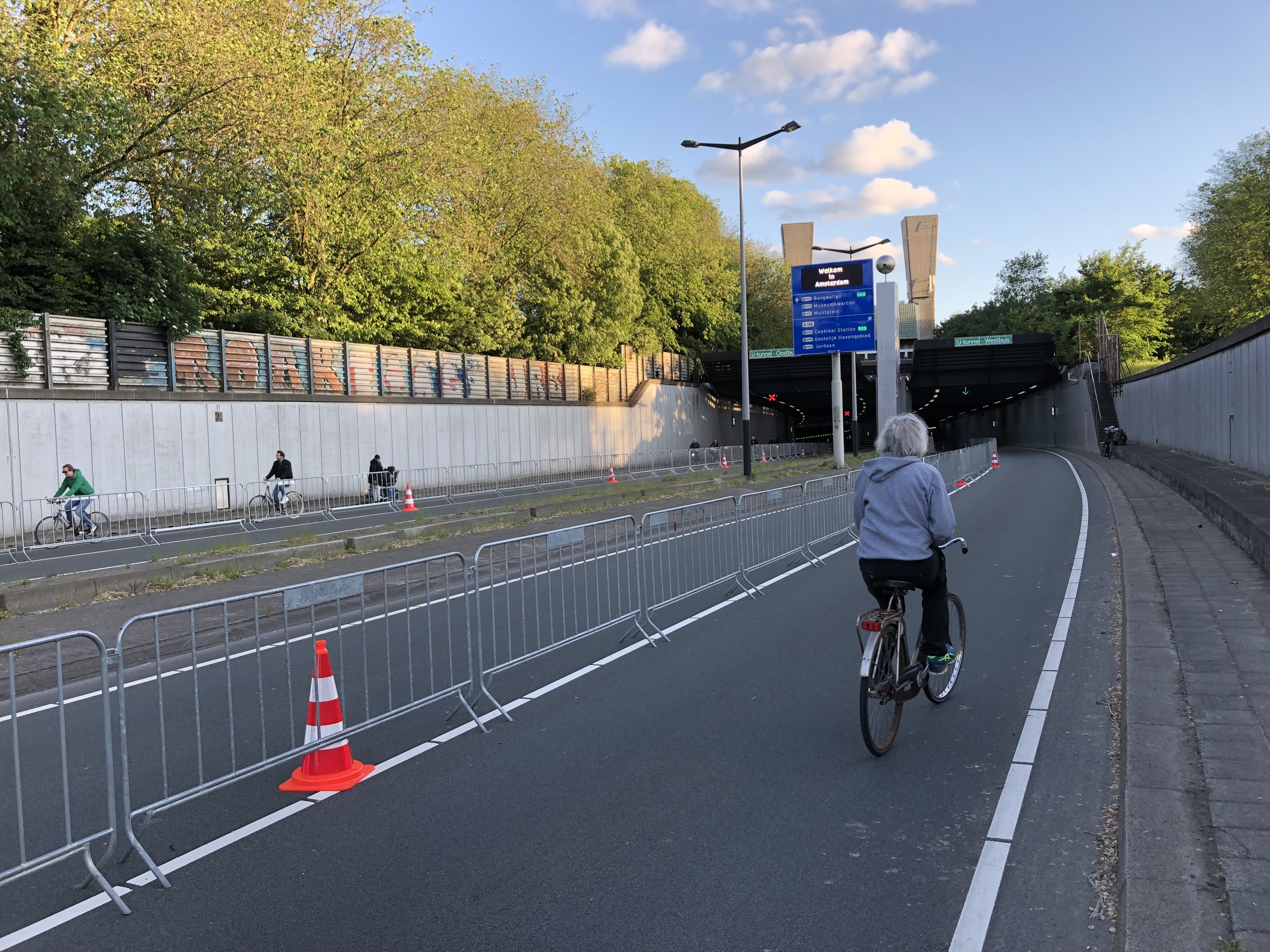
Fietsers in de IJ-tunnel op 28 mei 2019. Vanwege stakingen in het openbaar vervoer was de tunnel open voor fietsers en langzaam gemotoriseerd verkeer.

- Elk jaar wordt er tussen Amsterdam naar Zaandam een Dam tot Damloop gehouden (een hardloopwedstrijd van 10 Engelse mijl) welke kort na de start door de IJ-tunnel gaat.
- De twee ventilatiegebouwen zijn opvallende gebouwen binnen de stad, zie Zuidelijk ventilatiegebouw IJ-tunnel,
- In 1997 werd NEMO (Amsterdam), gebouwd op de IJ-tunnel, voltooid. Volgens de architect, Renzo Piano, suggereert de vorm een beweging omhoog naar het licht als tegenhanger van de tunnel die de duisternis induikt en is de gelijkenis met een schip puur toeval.
- Op 7 juni 2006 werd de IJ-tunnel korte tijd deels afgesloten vanwege een lek, veroorzaakt door een overspoeling van een van de damwanden van het bouwdok voor de Noord-Zuidlijn bij de noordelijke uitgang van de tunnel.
- Van vrijdag 27 juni tot maandag 25 augustus 2008 was de bijna veertig jaar oude IJ-tunnel in beide richtingen afgesloten voor het verkeer. Dit gebeurde vanwege onderhoudswerkzaamheden in de tunnel en op de Nieuwe Leeuwarderweg tussen de IJ-tunnel en de Johan van Hasseltweg. Alleen bussen, hulpdiensten en taxi's mochten in die periode wel door de tunnel van en naar Noord. Ook in de zomers van 2009, 2010, 2011 en 2012 werd de tunnel gedeeltelijk afgesloten voor grootscheepse onderhoudswerkzaamheden, onder meer asbestverwijdering. In de zomer van 2016 werd de tunnel gedurende zes weken geheel afgesloten en konden ook de bussen niet door de tunnel.
- Als de medewerkers van de Amsterdamse veren over het IJ in staking zijn, wordt één buis van de tunnel ter beschikking gesteld aan voetgangers en fietsers. (dit gebeurde in 1993,1997, 2005 en 2019)
- In 1995 werd een scene van Baantjer in de westelijke buis opgenomen.

Amsterdamsebrug ·
Beltbrug ·
Benno Premselabrug ·
Berlagebrug ·
Blauwbrug ·
Coentunnel ·
Cuyperspassage ·
Tweede Coentunnel ·
Diaconessenbrug ·
Duivendrechtsebrug ·
Enneüs Heermabrug ·
Fietstunnel Hempontplein ·
Van Hallbrug ·
Hembrug ·
Hemtunnel ·
Hogesluis ·
Hortusbrug ·
Houtmanspoorbrug (Singelgrachtbrug) ·
IJ-tunnel ·
Jan van Galenbrug ·
Jan Schaeferbrug ·
Kattenslootbrug ·
Kinkerbrug ·
Kortjewantsbrug ·
Magere Brug ·
Meeuwenpleinbrug ·
Michiel de Ruijtertunnel ·
M.S. Vaz Diasbrug ·
Nesciobrug ·
Nieuwe Amstelbrug ·
Odebrug ·
Oetewalerbrug ·
Overtoomse Sluis ·
Piet Heintunnel ·
Rotterdammerbrug ·
Rozenoordbrug ·
Scharrebiersluis ·
Schellingwouderbrug ·
Schinkelbrug ·
Spaarndammertunnel ·
Théophile de Bockbrug ·
Torontobrug ·
Utrechtsebrug ·
Westerkeersluis ·
Wiegbrug ·
Willemsbrug (Singelgracht) ·
Zeeburgerbrug ·
Zeeburgertunnel ·
Zeilbrug